# شهرک نانیئو
شهرک نانیئو (به لاتین: Nanniu Township) یک شهرک در جمهوری خلق چین است که در شهرستان ژنگدینگ واقع شده‌است.